# Žimutice
Žimutice (en allemand : Schimutitz) est une commune du district de České Budějovice, dans la région de Bohême-du-Sud, en République tchèque. Sa population s'élevait à 637 habitants en 2020.

## Géographie
Žimutice se trouve à 7 km à l'est-sud-est de Týn nad Vltavou, à 26 km au nord de České Budějovice et à 98 km au sud de Prague.
La commune est divisée en deux sections séparées par Horní Kněžeklady et Modrá Hůrka. La section principale est limitée par Záhoří et Hodětín au nord, par Hartmanice à l'est, par Dolní Bukovsko, Modrá Hůrka et Horní Kněžeklady au sud, et par Dobšice et Bečice à l'ouest. L'autre section est limitée par Týn nad Vltavou au nord-ouest, par Dobšice et Horní Kněžeklady au nord et au nord-est, par Modrá Hůrka et Dolní Bukovsko à l'est, par Hluboká nad Vltavou au sud, et par Temelín à l'ouest.

## Histoire
La première mention écrite du village date de 1261.